# كوكب شين
كوكب شين (بالإنجليزية: Planet Sheen)‏ هو مسلسل تلفزيوني أمريكي مرسوم بالكمبيوتر. وهو ثاني مسلسل مشتق من فيلم جيمي نيوترون الذي رشح للأوسكار 2001، فضلا عن مسلسل جيمي نيوترون: الفتى العبقري من إنتاج جون ديفيس عام. تم إنتاج هذا المسلسل من قبل كيث ألكورن وستيف أودكيرك واستند على الشخصيات أنتشأها جون ديفيس. أنتجت نكلوديون من المسلسل 26 حلقة للموسم الأول والوحيد منه. عاد جيفري غارسيا ليؤدي صوت شين، وبوب جولز وروب بولسن بصوت نسميث ودوبي. تم إنتاج سلسلة أصلا في استوديوهات كور في تورونتو، ولكن الإنتاج انتقل إلى استوديوهات باردل في فانكوفر بعد أن أغلقت استوديوهات كور. في ذلك الوقت تولى كريس نويهان الإشراف على الإنتاج. عرضت الحلقة الأولى على نكلوديون في 2 أكتوبر 2010 (إلى جانب مع الفرقة السرية لمحاربة الأشرار) في الولايات المتحدة. عرضت الحلقة الأخيرة يوم 15 فبراير 2013.

## الحلقات
- قائمة حلقات كوكب شين

## روابط خارجية
- كوكب شين على موقع IMDb (الإنجليزية)
- كوكب شين على موقع ميتاكريتيك (الإنجليزية)
- كوكب شين على موقع روتن توميتوز (الإنجليزية)
- كوكب شين على موقع كينوبويسك (الروسية)
- كوكب شين على موقع ألو سيني (الفرنسية)
- كوكب شين على موقع قاعدة بيانات الفيلم (الإنجليزية)